# Šetonje
Šetonje ist ein Dorf in der Opština Petrovac na Mlavi, etwa 14 Kilometer südöstlich der Stadt Petrovac na Mlavi. Das Dorf hat ungefähr 600 Gebäude und ca. 2.500 Einwohner. Der Name Šetonje kommt von dem serbischen Wort „šetanje“, das so viel bedeutet wie „spazieren gehen“. Laut einer Legende trägt Šetonje diesen Namen, weil hier einst der serbische Zar Lazar Hrebeljanović und Zarin Milica hier öfters spazieren gegangen wären.
Koordinaten: 44° 16′ N, 21° 28′ O